# Джонстон, Дэвид Ллойд
Дэ́вид Ллойд Джо́нстон (англ. David Lloyd Johnston, р. 28 июня 1941 в Садбери) — канадский преподаватель университета. Заслуженный преподаватель права. С 1999 по 2010 он являлся президентом Университета Уотерлу, а с 1979 по 1994 — главой и заместителем ректора Университета Макгилла. С 1 октября 2010 года по 2 октября 2017 года он являлся генерал-губернатором Канады.

## Молодость и обучение
Дэвид Джонстон родился в семье владельца скобяной лавки Ллойда Джонстона и Дороти Стоунхаус в Садбери в Онтарио. Среднее образование он получил в Университетской школе Су в Су-Сент-Мари на юго-западе Онтарио.
В 1963 он получил степень бакалавра искусств в Гарвардском университете. Находясь в Гарварде, он входил в хоккейную команду, позже стал её капитаном и дважды входил во Всеамериканскую сборную. В это время он познакомился с Эрихом Зегалем. Они стали вместе заниматься бегом трусцой. В 1970 Зегаль написал популярный роман Love Story, где персонаж по имени Дейви соответствует Джонстону. В 1965 Джонстон получил степень бакалавра права (LL.B.) в Кембриджском университете, а в 1966 — в Университете Куинс.
В это время он женился на Шэрон Джонстон, с которой встречался в средней школе. У пары пять дочерей: Дебора — адвокат в министерстве юстиции Канады; Александра — адвокат в канцелярии премьер-министра Онтарио Дальтона Макгинти; Шэрон — доктор медицины и ассистент преподавателя в Оттавском университете; Дженифер — экономист Министерства окружающей среды Канады и Сам — доктор педагогики в Гарварде.

## Университетская карьера
В 1966 Дэвид Джонстон становится ассистентом преподавателя на юридическом факультете права Университета Куинс, где он преподаёт два года. В 1968 он переходит на юридический факультет Торонтского университета, где с 1968 по 1969 является ассистентом преподавателя, с 1969 по 1972 — адъюнкт-профессором, а затем с 1972 по 1974 — преподавателем. В 1974 его назначают деканом юридического факультета Университета Западного Онтарио до 1979. Затем он пятнадцать лет — с 1979 по 1994 — занимает пост главы и заместителя ректора Университета Макгилла (что соответствует посту ректора в российском университете). С 1994 по 1999 он работает преподавателем юридического факультета Университета Макгилла. 1 июня 1999 он стал пятым президентом Университета Уотерлу и занимал эту должность до 2010. В течение своей карьеры преподавателя права он специализировался на финансовом регулировании, корпоративном праве, общественной политике и праве в области информационных технологий.

## Политика и государственные дела
Дэвид Джонстон также принимал активное участие в политике и государственных делах.
Он был ведущим политических дебатов, передаваемых по телевидению: в первый раз он участвовал в дебатах между Пьером Трюдо, Джо Кларком и Эдом Бродбентом перед федеральными выборами 1979. Через пять лет, перед федеральными выборами 1984, он снова был ведущим на дебатах между Брайаном Малруни, Джоном Тёрнером и Эдом Бродбентом. Он был также ведущим дебатов глав партий Онтарио Дэвида Питерсона, Боба Рэя и Ларри Гроссмана перед онтарийскими провинциальными выборами 1987.
С 1972 по 1979 он был членом Комиссии Онтарио по ценным бумагам (англ. Ontario Securities Commission). Он председательствовал в правительственных исследовательских группах на провинциальном и федеральном уровне: в национальном круглом столе по вопросам окружающей среды и экономики (1988—1991), рабочей группе по доступу к высокоскоростной связи (Министерство промышленности Канады, 2000—2001), комитете по информационным системам в окружающей среде (Министерство окружающей среды Канады), консультативном комитете по дистанционному образованию (Совет министров образования Канады и Министерство промышленности Канады, 2000), ревизионной группе специалистов по вопросам бесплодия и усыновления (Правительство Онтарио, 2008—2009). Он председательствовал или участвовал в ряде других групп по исследованию государственной и научной политики. Он, в частности, является членом группы по вопросам интеллектуальных систем (Министерство здравоохранения Онтарио, с 2002) и рабочей группы по вопросам управления крупными объёмами информации и по технологическим проектам (Правительство Онтарио, с 2004).
Хотя считается, что Джонстон не примыкает к какой-либо одной политической партии, он принимал активное участие в дебатах и политической жизни на протяжении всей своей карьеры. С 1988 он является членом правления Совета канадского единства. На референдуме 1992 он проводил кампанию в комитете в поддержку шарлоттаунского конституционного проекта. В ходе референдума 1995 в Квебеке он был сопредседателем монреальского комитета против отделения и соавтором книги против независимости Квебека.

### Комиссия Олифанта
Он был особенно заметен в расследовании дела Airbus. 14 ноября 2007 генерал-губернатором Микаэль Жан по пожеланию премьер-министра Канады Стивена Харпера Джонстон был назначен независимым советником по разработке для кабинета министров чернового проекта технических заданий для государственного расследования, известного как комиссия Олифанта, по делу, в которое были замешаны бывший премьер-министр Брайан Малруни и германский бизнесмен Карлхайнц Шрейбер. Это назначение, однако, критиковалось независимой группой граждан Democracy Watch, которая считала вероятным конфликт интересов, из-за того что Джонстон в конце премьерского срока Малруни находился у него в подчинении. Джонстон завершил отчёт 11 января 2008, подготовив 17 вопросов по существу, которые должны были быть решены. Однако он исключил из обследования тему договорённости с Airbus, ссылаясь на то, что этот аспект проблемы уже был принят во внимание в расследовании Королевской канадской конной полиции. Этот отчёт вызвал критику депутатов от оппозиции, а также обвинения в том, что автор отчёта был «человеком премьер-министра». Эти настроения усилились, когда стало известно, что Малруни принял от Карлхайнца Шрейбера сумму 300 000 канадских долларов наличными, но в расследовании ничего об этом не упоминалось, так как ограниченные полномочия комиссии не позволяли сделать это. Однако остальные (в том числе президент Университета Макмастера Питер Джордж) защищали Джонстона, подчёркивая его честность и независимость.

## Генерал-губернатор
8 июля 2010 кабинет премьер-министра Стивена Харпера объявил, что королева Елизавета II одобрила решение премьер-министра назначить Джонстона будущим генерал-губернатором Канады на смену Микаэль Жан. Харпер высказался о Джонстоне так: «Он представляет самое лучшее в Канаде: рвение к работе, преданность и спокойствие в государственных делах. Я надеюсь, что он сохранит эти черты характера в своей новой роли в качестве представителя Королевы в Канаде». Это назначение было подтверждено Сенатом 1 октября 2010.
Джонстон был рекомендован на эту роль созванным премьер-министром чрезвычайным исследовательским комитетом под руководством секретаря генерал-губернатора Канады Шилы-Мари Кук. В него также входили канадский секретарь Королевы, герольдмейстер Сената Канады и главный уполномоченный по протоколу в Парламенте Кевин Маклауд; декан факультета гуманитарных наук Университета Макгилла Кристофер Манфреди; политолог Калгарийского университета Райнер Кнопф; отец Жак Моне из Канадского института иезуитских исследований и историк и личный секретарь лейтенант-губернатора Новой Шотландии Кристофер Маккрири.
Комитет провёл много национальных консультаций с более чем 200 специалистами: преподавателями университетов, бывшими и действующими политиками всех направлений, в том числе с провинциальными премьер-министрами, бывшими и действующими руководителями политических партий, бывшими премьер-министрами и рядом других лиц, — с целью составить краткий список кандидатов на этот пост. В этот краткий список также входили и другие выдающиеся канадцы, в том числе Джон де Шатлен и журналист Джон Фрейзер.
На пресс-конференции, проведённой в фойе Сената в день объявления о назначении Джонстона, он сам заявил: «Мы с моей женой всегда считали, что преданность — семье ли, обществу ли, университетскому образованию или стране — это наше главнейшее призвание, и мы гордимся, что нам предоставлена такая возможность послужить Канаде и нашим согражданам. За время моего пребывания в Уотерлу и Университете Макгилла мне посчастливилось убедиться в творческих способностях и изобретательности канадцев, в наших тесных связях с нашими традициями и миром, в нашем разнообразии и нашей жизненной силе. Возможность видеть, что твои способности работают на благо всей страны, очень важна для меня».
Он также обещал «безоговорочно защищать канадское наследие, канадские законы и канадское население».

## Почести
- 1988: Кавалер ордена Канады
- 1997: Компаньон ордена Канады
- 2010: Командор орден «За военные заслуги»
- 2010: Командор ордена «За заслуги полицейского корпуса»

Почётные дипломы:
- 1980: Коллегия адвокатов Верхней Канады, доктор юридических наук
- 1985: Торонтский университет, доктор юридических наук
- 1986: Университет Бишопс, доктор юридических наук
- 1987: Монреальский епархиальный богословский колледж, доктор богословия
- 1989: Университет Британской Колумбии, доктор юридических наук
- 1991: Университет Куинс, доктор юридических наук
- 1991: Университет Западного Онтарио, доктор юридических наук
- 1992: Монреальский университет, доктор юридических наук
- 1993: Алгомский университет, доктор юридических наук
- 1994: Викторианский университет, доктор юридических наук
- 2000: Университет Макгилла, доктор юридических наук
- 2008: Университет Макмастера, доктор юридических наук
- 2010: Университет Уотерлу, доктор юридических наук (LLD)

## Основные книги
- Cases and Materials on Corporate Finance and Securities Law (1967)
- Computers and Law (1968)
- Cases and Materials on Company Law (1969)
- Cases and Materials on Securities Law (1971)
- Business Associations (1979)
- Canadian Companies and the Stock Exchange (1980)
- Canadian Securities Regulation (1982, 2003, 2006)
- Partnerships and Canadian Business Corporations, Vols. 1 and 2 (1983, 1989, 1992)
- If Quebec Goes … The Real Cost of Separation (1995)
- Getting Canada On-line: Understanding the Information Highway (1995)
- Cyberlaw (1997)
- Communications in Law in Canada (2000)
- Halsbury’s Law of Canada (2007)